# 몽키킹 히어로: 손오공과 요괴왕의 대결
《몽키킹 히어로: 손오공과 요괴왕의 대결》(万万没想到)는 2015년 12월 18일에 공개된 코미디 액션 판타지 영화이다. 대한민국에서는 2017년 1월 19일에 개봉되었다.

## 캐스팅
- 진백림 - 당승 역
- 양쯔산 - 소미 역
- 마천우 - 모용백 역
- 백객